# Mercadillo (Ávila)
Mercadillo es una entidad de población española del municipio de Narrillos del Álamo, perteneciente a la provincia de Ávila, en la comunidad autónoma de Castilla y León.

## Historia
Hacia mediados del siglo XIX, el lugar, ya por entonces perteneciente a Narrillos del Álamo, tenía contabilizadas 32 casas. Aparece descrito en el undécimo volumen del Diccionario geográfico-estadístico-histórico de España y sus posesiones de Ultramar de Pascual Madoz con las siguientes palabras:

MERCADILLO: barrio de la prov. de Avila, part. jud. de Pidrahita, térm. jurisd. y una de las que componen el l. de Narrillos de Alamo; en cuyo pueblo estan incluidas las circunstancias de su localidad, pobl. y riqueza (V.): tiene 32 casas.
(Madoz, 1848, p. 384)

En 2023, la entidad singular de población tenía empadronados dieciséis habitantes y el núcleo de población, los mismos.